# Discografia di Peter Gabriel
La seguente è una discografia comprensiva del cantante britannico Peter Gabriel. Dopo aver raggiunto il successo come frontman del gruppo rock progressivo Genesis nei primi anni settanta, Gabriel ha intrapreso una fortunata carriera solista. Il suo album di maggior successo commerciale So (1986) ha venduto più di cinque milioni di copie solo negli Stati Uniti d'America.

## Album

### Album in studio
| Anno                                                                                               | Titolo                                                                           | Classifiche | Classifiche | Classifiche | Classifiche | Classifiche | Classifiche | Classifiche | Classifiche | Classifiche | Classifiche | Classifiche | Classifiche | Classifiche | Certificazioni                                                                            |
| Anno                                                                                               | Titolo                                                                           | UK          | AUS         | AUT         | CAN         | FRA         | GER         | ITA         | NLD         | NOR         | NZ          | SWE         | SWI         | US          | Certificazioni                                                                            |
| -------------------------------------------------------------------------------------------------- | -------------------------------------------------------------------------------- | ----------- | ----------- | ----------- | ----------- | ----------- | ----------- | ----------- | ----------- | ----------- | ----------- | ----------- | ----------- | ----------- | ----------------------------------------------------------------------------------------- |
| 1977                                                                                               | Peter Gabriel (Car) - Pubblicazione: 25 febbraio 1977 - Etichetta: Charisma      | 7           | 25          | 10          | 30          | 5           | 9           | 9           | 9           | 5           | 38          | 8           | 15          | 38          | - FRA: Oro - GER: Oro - UK: Oro                                                           |
| 1978                                                                                               | Peter Gabriel (Scratch) - Pubblicazione: 2 giugno 1978 - Etichetta: Charisma     | 10          | 50          | —           | 46          | 2           | 49          | —           | 48          | —           | 24          | —           | —           | 45          |                                                                                           |
| 1980                                                                                               | Peter Gabriel (Melt) - Pubblicazione: 30 maggio 1980 - Etichetta: Charisma       | 1           | 29          | —           | 7           | 1           | 83          | —           | —           | —           | —           | —           | —           | 22          | - CAN: 2× Platino - FRA: Oro - UK: Oro - US: Oro                                          |
| 1982                                                                                               | Peter Gabriel (Security) - Pubblicazione: 8 settembre 1982 - Etichetta: Charisma | 6           | 66          | —           | 2           | 5           | 84          | 10          | 14          | 15          | 18          | —           | —           | 28          | - CAN: Platino - UK: Oro - US: Oro                                                        |
| 1986                                                                                               | So - Pubblicazione: 19 maggio 1986 - Etichetta: Charisma                         | 1           | 5           | 1           | 1           | 12          | 2           | 1           | 1           | 1           | 1           | 2           | 2           | 2           | - FRA: Oro - GER: Platino - NLD: Platino - UK: 3× Platino - US: 5× Platino                |
| 1992                                                                                               | Us - Pubblicazione: 29 settembre 1992 - Etichetta: Real World                    | 2           | 3           | 10          | 4           | 2           | 1           | 3           | 8           | 7           | 6           | 2           | 2           | 2           | - AUS: Platino - CAN: 2× Platino - FRA: 2× Oro - GER: Platino - UK: Platino - US: Platino |
| 2002                                                                                               | Up - Pubblicazione: 24 settembre 2002 - Etichetta: Real World                    | 11          | 37          | 9           | 2           | 4           | 4           | 1           | 18          | 11          | 35          | 6           | 4           | 9           | - CAN: Oro - GER: Oro - SWI: Oro - UK: Argento                                            |
| 2010                                                                                               | Scratch My Back - Pubblicazione: 15 febbraio 2010 - Etichetta: Real World        | 12          | 59          | 11          | 2           | 4           | 2           | 3           | 10          | 11          | 15          | 5           | 3           | 26          | - ITA: Oro                                                                                |
| 2011                                                                                               | New Blood - Pubblicazione: 10 ottobre 2011 - Etichetta: Real World               | 22          | —           | 19          | 9           | 12          | 6           | 6           | 12          | 13          | —           | 19          | 11          | 30          | - UK: Argento                                                                             |
| "—" indica una pubblicazione che non si è classificata o che non è stata pubblicata in quel Paese. |                                                                                  |             |             |             |             |             |             |             |             |             |             |             |             |             |                                                                                           |

### Album dal vivo
| Anno                                                                                               | Titolo                                                                                | Classifiche | Classifiche | Classifiche | Classifiche | Classifiche | Classifiche | Classifiche | Classifiche | Classifiche | Classifiche | Classifiche | Classifiche | Certificazioni                                           |
| Anno                                                                                               | Titolo                                                                                | UK          | AUS         | AUT         | CAN         | FRA         | GER         | ITA         | NLD         | NZ          | SWE         | SWI         | US          | Certificazioni                                           |
| -------------------------------------------------------------------------------------------------- | ------------------------------------------------------------------------------------- | ----------- | ----------- | ----------- | ----------- | ----------- | ----------- | ----------- | ----------- | ----------- | ----------- | ----------- | ----------- | -------------------------------------------------------- |
| 1983                                                                                               | Plays Live - Pubblicazione: 9 giugno 1983 - Etichetta: Charisma                       | 8           | 55          | —           | 18          | —           | 40          | —           | 21          | 25          | 31          | —           | 44          |                                                          |
| 1994                                                                                               | Secret World Live - Pubblicazione: 13 settembre 1994 - Etichetta: Real World          | 10          | 34          | 8           | 23          | 4           | 8           | 11          | 16          | —           | 24          | 10          | 23          | - CAN: Oro - FRA: Oro - GER: Oro - UK: Argento - US: Oro |
| 2012                                                                                               | Live Blood - Pubblicazione: 23 aprile 2012 - Etichetta: Real World                    | 195         | —           | —           | —           | 185         | 65          | 88          | —           | —           | —           | —           | —           |                                                          |
| 2014                                                                                               | Back to Front: Live in London - Pubblicazione: 23 giugno 2014 - Etichetta: Real World | —           | —           | —           | —           | —           | —           | —           | —           | —           | —           | —           | —           |                                                          |
| "—" indica una pubblicazione che non si è classificata o che non è stata pubblicata in quel Paese. |                                                                                       |             |             |             |             |             |             |             |             |             |             |             |             |                                                          |

2025 Live In the Big Room

### Raccolte
| Anno                                                                                               | Titolo                                                                     | Classifiche | Classifiche | Classifiche | Classifiche | Classifiche | Classifiche | Classifiche | Classifiche | Classifiche | Classifiche | Classifiche | Certificazioni                                                                                   |
| Anno                                                                                               | Titolo                                                                     | UK          | AUS         | AUT         | CAN         | GER         | ITA         | NLD         | NZ          | SWE         | SWI         | US          | Certificazioni                                                                                   |
| -------------------------------------------------------------------------------------------------- | -------------------------------------------------------------------------- | ----------- | ----------- | ----------- | ----------- | ----------- | ----------- | ----------- | ----------- | ----------- | ----------- | ----------- | ------------------------------------------------------------------------------------------------ |
| 1990                                                                                               | Shaking the Tree - Pubblicazione: 20 novembre 1990 - Etichetta: Real World | 11          | 41          | 26          | 15          | 12          | —           | 14          | 18          | 10          | 27          | 48          | - CAN: Platino - FRA: Oro - GER: Platino - NLD: Oro - SWI: Oro - UK: 2× Platino - US: 2× Platino |
| 1992                                                                                               | Revisited - Pubblicazione: 10 novembre 1992 - Etichetta: Atlantic          | —           | —           | —           | —           | —           | —           | —           | —           | —           | —           | —           |                                                                                                  |
| 2003                                                                                               | Hit - Pubblicazione: 4 novembre 2003 - Etichetta: Real World               | 29          | —           | —           | —           | 25          | 17          | —           | 34          | —           | 16          | 100         | - UK: Oro                                                                                        |
| "—" indica una pubblicazione che non si è classificata o che non è stata pubblicata in quel Paese. |                                                                            |             |             |             |             |             |             |             |             |             |             |             |                                                                                                  |

### Colonne sonore
| Anno                                                                                               | Titolo                                                                 | Classifiche | Classifiche | Classifiche | Classifiche | Classifiche | Classifiche | Classifiche | Classifiche | Certificazioni |
| Anno                                                                                               | Titolo                                                                 | UK          | FRA         | GER         | ITA         | NLD         | SWE         | SWI         | US          | Certificazioni |
| -------------------------------------------------------------------------------------------------- | ---------------------------------------------------------------------- | ----------- | ----------- | ----------- | ----------- | ----------- | ----------- | ----------- | ----------- | -------------- |
| 1985                                                                                               | Birdy - Pubblicazione: 18 marzo 1985 - Etichetta: Charisma             | 51          | —           | —           | —           | —           | 30          | —           | 162         |                |
| 1989                                                                                               | Passion - Pubblicazione: 5 giugno 1989 - Etichetta: Real World         | 29          | —           | 30          | —           | 59          | 34          | —           | 60          | - US: Oro      |
| 2000                                                                                               | OVO - Pubblicazione: 12 giugno 2000 - Etichetta: Real World            | 24          | 28          | 14          | 4           | 66          | 54          | 27          | —           |                |
| 2002                                                                                               | Long Walk Home - Pubblicazione: 16 aprile 2002 - Etichetta: Real World | —           | —           | 78          | 34          | —           | —           | —           | —           |                |
| "—" indica una pubblicazione che non si è classificata o che non è stata pubblicata in quel Paese. |                                                                        |             |             |             |             |             |             |             |             |                |

## Singoli
| Anno                                                                                               | Singolo                                              | Classifiche | Classifiche | Classifiche | Classifiche | Classifiche | Classifiche | Classifiche | Classifiche | Classifiche | Classifiche | Classifiche | Classifiche | Classifiche | Classifiche | Classifiche   | Album di provenienza        |
| Anno                                                                                               | Singolo                                              | UK          | AUS         | AUT         | BEL         | CAN         | GER         | IRL         | ITA         | NLD         | NOR         | NZ          | SWE         | SWI         | US          | US Main. Rock | Album di provenienza        |
| -------------------------------------------------------------------------------------------------- | ---------------------------------------------------- | ----------- | ----------- | ----------- | ----------- | ----------- | ----------- | ----------- | ----------- | ----------- | ----------- | ----------- | ----------- | ----------- | ----------- | ------------- | --------------------------- |
| 1977                                                                                               | Solsbury Hill                                        | 13          | 45          | —           | 17          | 92          | 16          | —           | —           | 13          | —           | —           | —           | —           | 68          | —             | Peter Gabriel 1             |
| 1977                                                                                               | Modern Love/Slowburn                                 | —           | —           | —           | —           | —           | —           | —           | —           | —           | —           | —           | —           | —           | —           | —             | Peter Gabriel 1             |
| 1978                                                                                               | D.I.Y.                                               | —           | —           | —           | —           | —           | —           | —           | —           | —           | —           | —           | —           | —           | —           | —             | Peter Gabriel 2             |
| 1980                                                                                               | Games Without Frontiers                              | 4           | 44          | —           | —           | 7           | 36          | 3           | 36          | —           | —           | —           | 17          | —           | 48          | —             | Peter Gabriel 3             |
| 1980                                                                                               | No Self Control                                      | 33          | —           | —           | —           | —           | —           | —           | —           | —           | —           | —           | —           | —           | —           | —             | Peter Gabriel 3             |
| 1980                                                                                               | Spiel ohne Grenzen                                   | —           | —           | —           | —           | —           | —           | —           | —           | —           | —           | —           | —           | —           | —           | —             | Ein deutsches Album         |
| 1980                                                                                               | Biko                                                 | 38          | —           | —           | —           | —           | —           | —           | —           | —           | —           | —           | —           | —           | —           | —             | Peter Gabriel 3             |
| 1980                                                                                               | I Don't Remember                                     | —           | —           | —           | —           | —           | —           | —           | —           | —           | —           | —           | —           | —           | 107         | —             | Peter Gabriel 3             |
| 1982                                                                                               | Shock the Monkey                                     | 58          | 25          | —           | —           | 10          | —           | —           | 3           | —           | —           | —           | —           | —           | 29          | 1             | Peter Gabriel 4             |
| 1982                                                                                               | I Have the Touch                                     | —           | —           | —           | —           | —           | —           | —           | —           | —           | —           | —           | —           | —           | —           | 46            | Peter Gabriel 4             |
| 1982                                                                                               | Kiss of Life                                         | —           | —           | —           | —           | —           | —           | —           | —           | —           | —           | —           | —           | —           | —           | 34            | Peter Gabriel 4             |
| 1983                                                                                               | I Don't Remember (live)                              | 62          | —           | —           | —           | —           | —           | —           | —           | —           | —           | —           | —           | —           | —           | —             | Plays Live                  |
| 1983                                                                                               | I Go Swimming (live)                                 | —           | —           | —           | —           | —           | —           | —           | —           | —           | —           | —           | —           | —           | —           | 38            | Plays Live                  |
| 1983                                                                                               | Solsbury Hill (live)                                 | —           | —           | —           | —           | —           | —           | —           | —           | —           | —           | —           | —           | —           | 84          | —             | Plays Live                  |
| 1984                                                                                               | Walk Through the Fire                                | 69          | —           | —           | —           | —           | —           | —           | —           | —           | —           | —           | —           | —           | —           | —             | Against All Odds soundtrack |
| 1986                                                                                               | Sledgehammer                                         | 4           | 3           | 2           | 9           | 1           | 7           | 3           | 8           | 6           | 3           | 3           | 9           | 4           | 1           | 1             | So                          |
| 1986                                                                                               | Don't Give Up (con Kate Bush)                        | 9           | 5           | —           | 9           | 40          | 27          | 4           | 28          | 5           | —           | 16          | —           | —           | 72          | —             | So                          |
| 1986                                                                                               | Big Time                                             | 13          | 37          | —           | 19          | 15          | 38          | 11          | 46          | 25          | —           | 19          | —           | —           | 8           | 3             | So                          |
| 1986                                                                                               | In Your Eyes                                         | —           | 97          | —           | —           | 29          | —           | —           | —           | —           | —           | 50          | —           | —           | 26          | 1             | So                          |
| 1987                                                                                               | Red Rain                                             | 46          | —           | —           | —           | —           | —           | 27          | —           | —           | —           | —           | —           | —           | —           | 3             | So                          |
| 1987                                                                                               | Biko (live)                                          | 49          | —           | —           | —           | —           | —           | —           | —           | —           | —           | 41          | —           | —           | —           | —             | /                           |
| 1989                                                                                               | Shakin' the Tree (con Youssou N'Dour)                | 61          | —           | —           | —           | —           | —           | —           | 55          | —           | —           | —           | —           | —           | —           | —             | The Lion                    |
| 1990                                                                                               | Solsbury Hill / Shaking the Tree                     | 57          | —           | —           | —           | —           | —           | —           | 14          | 26          | —           | —           | —           | —           | —           | —             | Shaking the Tree            |
| 1992                                                                                               | Digging in the Dirt                                  | 24          | 23          | 29          | 26          | 6           | 23          | —           | 10          | 39          | —           | 25          | 9           | 12          | 52          | 1             | Us                          |
| 1992                                                                                               | Steam                                                | 10          | 29          | —           | 25          | 1           | 48          | 7           | —           | 27          | —           | 7           | 28          | —           | 32          | 2             | Us                          |
| 1993                                                                                               | Blood of Eden (con Sinéad O'Connor)                  | 43          | —           | —           | —           | 73          | —           | —           | —           | —           | —           | —           | —           | —           | —           | —             | Us                          |
| 1993                                                                                               | Kiss That Frog                                       | 46          | —           | —           | —           | 36          | —           | —           | —           | —           | —           | —           | —           | —           | —           | 18            | Us                          |
| 1993                                                                                               | Secret World                                         | —           | —           | —           | —           | 90          | —           | —           | —           | —           | —           | —           | —           | —           | —           | 34            | Us                          |
| 1994                                                                                               | Lovetown                                             | 49          | —           | —           | —           | —           | 95          | —           | —           | —           | —           | 17          | —           | —           | —           | —             | Philadelphia soundtrack     |
| 1994                                                                                               | Red Rain (live)                                      | 39          | —           | —           | —           | 63          | —           | —           | —           | —           | —           | —           | —           | —           | —           | 33            | Secret World Live           |
| 1995                                                                                               | While the Earth Sleeps (con i Deep Forest)           | —           | —           | —           | —           | —           | —           | —           | 27          | —           | —           | —           | —           | —           | —           | —             | Strange Days soundtrack     |
| 2001                                                                                               | When You're Falling (con gli Afro Celt Sound System) | 139         | —           | —           | —           | —           | —           | —           | —           | 86          | —           | —           | —           | —           | —           | —             | Volume 3: Further in Time   |
| 2002                                                                                               | The Barry Williams Show                              | —           | —           | —           | —           | —           | 66          | —           | 10          | —           | —           | —           | —           | 81          | —           | —             | Up                          |
| 2002                                                                                               | More Than This                                       | 47          | —           | —           | —           | —           | —           | —           | 39          | —           | —           | —           | —           | —           | —           | —             | Up                          |
| 2003                                                                                               | Growing Up                                           | —           | —           | —           | —           | —           | —           | —           | 35          | —           | —           | —           | —           | —           | —           | —             | Up                          |
| 2004                                                                                               | Darkness                                             | —           | —           | —           | —           | —           | —           | —           | 63          | —           | —           | —           | —           | —           | —           | —             | Up                          |
| 2004                                                                                               | Burn You Up, Burn You Down                           | 78          | —           | —           | —           | —           | —           | —           | 49          | —           | —           | —           | —           | —           | —           | —             | Hit                         |
| 2008                                                                                               | Down to Earth (con il Soweto Gospel Choir)           | 118         | —           | —           | —           | 73          | —           | —           | —           | —           | —           | —           | —           | —           | —           | —             | WALL•E soundtrack           |
| 2010                                                                                               | The Book of Love                                     | —           | —           | 70          | 29          | —           | 93          | —           | —           | —           | —           | —           | —           | —           | —           | —             | Scratch My Back             |
| "—" indica una pubblicazione che non si è classificata o che non è stata pubblicata in quel Paese. |                                                      |             |             |             |             |             |             |             |             |             |             |             |             |             |             |               |                             |

## Videografia

### Album video
- 1987 – CV The video (video compilation) – Oro (RIAA)[1]
- 1990 – POV (Point of View) (live concert in Athens, Greece, 1987)
- 1993 – All About Us (video compilation)
- 1994 – Secret World Live (live concert in Modena, Italy, 1993) – Platino (RIAA)[1]
- 2003 – Growing Up Live (live concert in Milan, Italy, 2003) – Platino (RIAA)[1]
- 2004 – Play (video compilation)
- 2004 – Growing Up on Tour: A Family Portrait
- 2005 – Still Growing Up: Live & Unwrapped
- 2011 – New Blood: Live in London
- 2013 – Live in Athens 1987
- 2014 – Back to Front: Live in London

### Video musicali
| Anno | Titolo                                | Regista                                  |
| ---- | ------------------------------------- | ---------------------------------------- |
| 1977 | Solsbury Hill                         | Jerry Chater, Graham Dean, Peter Gabriel |
| 1977 | Modern Love                           | Peter Medak                              |
| 1980 | Games Without Frontiers               | David Mallet                             |
| 1980 | No Self-Control                       |                                          |
| 1982 | Shock the Monkey                      | Brian Grant                              |
| 1983 | I Don't Remember                      | Marcello Anciano                         |
| 1986 | Sledgehammer                          | Stephen R. Johnson                       |
| 1986 | In Your Eyes                          | Graham Dean, Peter Gabriel               |
| 1986 | Don't Give Up (version 1)             | Godley & Creme                           |
| 1986 | Don't Give Up (version 2)             | Jim Blashfield                           |
| 1986 | Mercy Street                          | Matt Mahurin                             |
| 1987 | Big Time                              | Stephen R. Johnson                       |
| 1987 | Red Rain                              | Matt Mahurin                             |
| 1987 | This Is the Picture (Excellent Birds) |                                          |
| 1987 | Biko                                  | Godley & Creme                           |
| 1989 | Zaar                                  | Stefan Roloff                            |
| 1990 | Shaking the Tree                      | Isaac Julien                             |
| 1992 | Digging in the Dirt                   | John Downer                              |
| 1992 | Steam                                 | Stephen R. Johnson                       |
| 1993 | Blood of Eden                         | Nicola Bruce, Michael Coulson            |
| 1993 | Kiss That Frog                        | Brett Leonard                            |
| 1993 | Come Talk to Me                       | Matt Mahurin                             |
| 1993 | Lovetown                              | Michael Coulson                          |
| 2000 | The Nest That Sailed the Sky          | York Tillyer                             |
| 2002 | The Barry Williams Show               | Sean Penn                                |
| 2003 | Growing Up                            | François Vogel                           |
| 2004 | Father, Son                           | Anna Gabriel                             |
| 2004 | Washing of the Water                  | York Tillyer                             |
| 2004 | The Drop                              | Glenn Marshall                           |
| 2004 | My Head Sounds Like That              | Anna Gabriel                             |

## Con i Genesis
- 1969 – From Genesis to Revelation
- 1970 – Trespass
- 1971 – Nursery Cryme
- 1972 – Foxtrot
- 1973 – Genesis Live
- 1973 – Selling England by the Pound
- 1974 – The Lamb Lies Down on Broadway